# Chen Yonggui

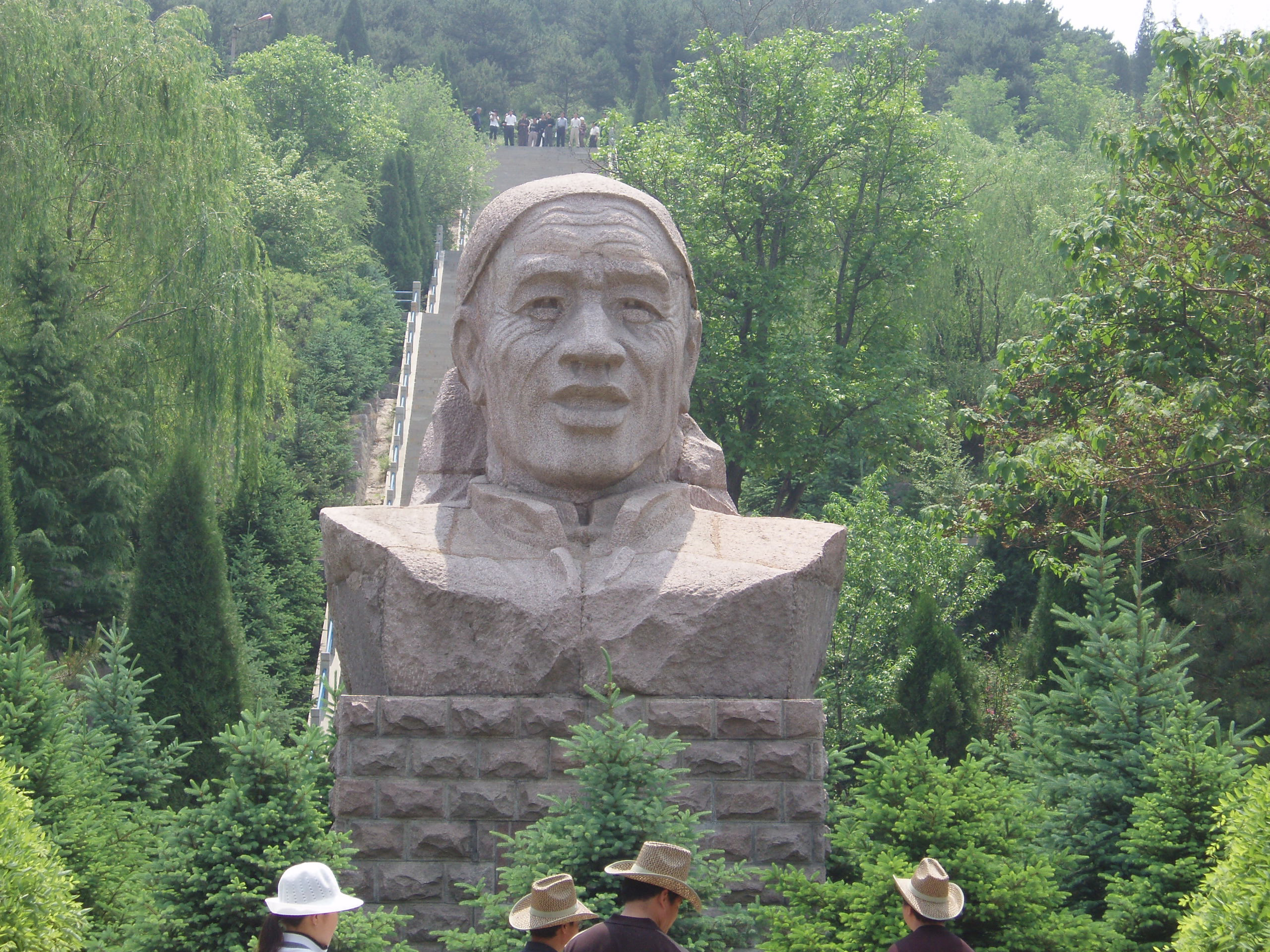
Pomnik Chen Yongguia w Dazhai

Chen Yonggui (ur. 14 lutego 1915, zm. 26 marca 1986) – chiński polityk komunistyczny. Zasłynął jako ubogi i niepiśmienny wieśniak, który wypromowany w czasach maoizmu na wzorcowego chłopa osiągnął wysokie stanowiska państwowe.
Urodził się w biednej wiejskiej rodzinie w powiecie Xiyang (prow. Shanxi). W 1948 roku wstąpił do Komunistycznej Partii Chin. Na początku lat 50. został sekretarzem partyjnym w kolektywnej brygadzie produkcyjnej w gminie Dazhai.
Chen Yonggui stał się szerzej znany na początku lat 60. po tym, jak jesienią 1963 roku gminę Dazhai nawiedziła katastrofalna powódź. Chen wraz ze swoją brygadą przystąpił do energicznej odbudowy zniszczonych obszarów własnymi siłami, odmawiając skorzystania z pomocy państwowej. W ciągu roku wszystkie szkody zostały naprawione i pomimo klęski żywiołowej zdołano zebrać rekordowo wysokie plony. Jego brygada została natychmiast wykorzystana w maoistowskiej propagandzie jako wzór socjalistycznego gospodarowania. Mimo że Chen był analfabetą (rozumiał mniej niż 1000 znaków pisma chińskiego) został awansowany do najwyższych stanowisk w państwie. W grudniu 1964 roku Mao Zedong zaprosił Chen Yongguia na swoje urodziny i nakazał posadzić go na honorowym miejscu, podczas gdy Zhou Enlai, Deng Xiaoping i Liu Shaoqi zostali posadzeni z boku. W ten sposób Mao okazał pogardę zwolennikom prywatnej inicjatywy w rolnictwie, symbolicznie gloryfikując Chena jako ucieleśnienie kolektywizacji.
Po rozpoczęciu rewolucji kulturalnej został w 1967 roku mianowany członkiem Komitetu Rewolucyjnego w prowincji Shanxi, a cztery lata później sekretarzem KPCh w powiecie Xiyang. W 1973 roku ściągnięto go do Pekinu, gdzie został członkiem Biura Politycznego Komitetu Centralnego KPCh, zaś w styczniu 1975 roku wszedł w skład Rady Państwa jako wicepremier.
Po śmierci Mao i rozpoczęciu przez Deng Xiaopinga reform wolnorynkowych Chen szybko stracił swoją pozycję i został potępiony. Choć jeszcze w 1977 roku wybrano go ponownie na członka Politbiura i wicepremiera, wkrótce idee, których był ucieleśnieniem znalazły się w ogniu krytyki. Brygada Dazhai jako wzorcowy przykład gospodarowania kolektywnego w epoce prywatyzacji chińskiego rolnictwa stała się reliktem. W grudniu 1979 roku usunięto Chena z funkcji sekretarza KPCh w Xiyangu. Rok później zarzucono mu odchylenia lewackie i oficjalnie potępiono sposób gospodarowania w Dazhai. We wrześniu 1980 roku zmuszono go do rezygnacji ze stanowiska wicepremiera. W 1982 roku nie wszedł już w skład nowego Politbiura i zmarł cztery lata później odsunięty całkowicie od polityki.